# HMS Defiance (1744)
Pour les autres navires du même nom, voir HMS Defiance.
Le  HMS Defiance est un vaisseau de ligne de quatrième rang de 58 canons, construit pour la Royal Navy suivant les normes navales britanniques de 1719 (en) par les chantiers de Deptford et lancé le 12 octobre 1744. 

## Histoire
En 1747, le Defiance, sous les ordres de John Bentley, prend part à la bataille du cap Finisterre.
Durant le combat du 8 juin 1755, bataille navale entre une petite escadre française et une escadre britannique — au début de la guerre de la Conquête, pendant de la guerre de Sept Ans en Amérique du Nord — le Defiance participe à la capture de l'Alcide (de 3e rang) et du Lys dans le golfe du Saint-Laurent à environ 20 lieues (96 km) au sud sud-est au large du cap Race, Terre-Neuve. La bataille contribue à la déclaration de guerre formelle en 1756, marquant le début de la guerre de Sept Ans.
Le vaisseau est également présent à la bataille de Minorque en 1756, dans l'escadre commandée par l’amiral John Byng.
Le Defiance participe également à la bataille des Cardinaux sous les ordres de Patrick Baird.